# Oleg Łosik
Oleg Aleksandrowicz Łosik (ros. Оле́г Алекса́ндрович Ло́сик, ur. 21 listopada?/4 grudnia 1915 w Jarcewie, zm. 20 sierpnia 2012 w Moskwie) – radziecki dowódca wojskowy, marszałek wojsk pancernych (1975), Bohater Związku Radzieckiego (1944).

## Życiorys
Wkrótce po urodzeniu matka przeniosła się z nim do rejonu słowiańskiego, gdzie spędził dzieciństwo i młodość; ojciec zginął jako żołnierz Armii Czerwonej w wojnie domowej. 1933 ukończył szkołę kolejową w Słowiańsku, po czym był sekretarzem komitetu Komsomołu w fabryce. 
Od 1935 w Armii Czerwonej, 1938 ukończył z wyróżnieniem Szkołę Wojsk Pancernych w Saratowie, 1938-1941 dowódca oddziału czołgów 11 Samodzielnej Brygady Pancernej Leningradzkiego Okręgu Wojskowego i zastępca szefa wydziału operacyjnego sztabu 43 Dywizji Pancernej Kijowskiego Specjalnego Okręgu Wojskowego.
1939-1940 jako zastępca szefa sztabu 112 batalionu 35 Brygady Czołgów Lekkich brał udział w wojnie z Finlandią, od 1941 w WKP(b), od czerwca 1941 uczestnik walk frontowych, walczył w składzie 10 Brygady Pancernej na Froncie Południowo-Zachodnim, Stalingradzkim, Dońskim, Zachodnim i 3 Białoruskim. Zastępca szefa sztabu brygady i (od sierpnia 1942) szef sztabu brygady. Walczył na odcinkach Dubno-Łuck-Brody, Kijów-Charków-Sumy i w bitwie pod Stalingradem. Od marca 1943 dowódca 119 Samodzielnego Pułku Pancernego na Froncie Zachodnim, brał udział w bitwie pod Smoleńskiem i w zajmowaniu miasta, a w 1944 w operacji białoruskiej – walkach pod Orszą i w obwodzie mińskim, brał udział m.in. w zajmowaniu Mińska. 4 lipca 1944 uhonorowany tytułem Bohatera Związku Radzieckiego. Później wraz z brygadą przeszedł Berezynę i Niemen i zajął Kowno, 1945 brał udział w ofensywie w Prusach Wschodnich. Od lutego 1945 dowódca 2 Samodzielnej Gwardyjskiej Brygady Pancernej.
W marcu 1945 wycofany z frontu i wysłany na studia do Wojskowej Akademii Wojsk Pancernych i Zmechanizowanych Armii Czerwonej im. Stalina. Od maja 1945 studiował w Wojskowej Akademii Sztabu Generalnego im. Woroszyłowa. Od maja 1946 szef sztabu 2 Gwardyjskiej Dywizji Pancernej, potem szef sztabu 12 Gwardyjskiej Armii Pancernej w Grupie Wojsk Radzieckich w Niemczech, 1951-1954 dowódca 26 Gwardyjskiej Dywizji Zmechanizowanej Północnej Grupy Wojsk stacjonującej w Polsce. Od sierpnia 1954 dowódca 24 Gwardyjskiego Korpusu Strzeleckiego w Odeskim Okręgu Wojskowym, 1956–1958 wykładał na Wydziale Sztuki Operacyjnej Wojskowej Akademii sztabu Generalnego im. Woroszyłowa, 1958–1964 dowódca 6 Armii Północnego Okręgu Wojskowego, od 1964 zastępca dowódcy, a od 1967 dowódca Dalekowschodniego Okręgu Wojskowego. Od 1969 komendant Wojskowej Akademii Wojsk Pancernych im. marsz. R. Malinowskiego, 29 kwietnia 1975 mianowany marszałkiem wojsk pancernych. Od stycznia 1987 wojskowy inspektor-doradca Grupy Generalnych Inspektorów Ministerstwa Obrony ZSRR. Od 1992 na emeryturze. Honorowy obywatel Mińska (27 czerwca 1987) i Słowiańska (2 września 1987).

## Odznaczenia
- Order „Za zasługi dla Ojczyzny” IV klasy (21 lutego 2000)
- Order Żukowa (1995)
- Order „Za zasługi wojskowe” (10 grudnia 2010)[1]
- Order Honoru (2005)
- Medal za zasługi wojskowe (4 grudnia 2000)
- Złota Gwiazda Bohatera ZSRR (1944)
- Order Lenina (dwukrotnie 1944 i 1968)
- Order Rewolucji Październikowej (21 lutego 1974)
- Order Czerwonego Sztandaru (czterokrotnie – 1941, 1945, 1956 i 1986)
- Order Suworowa III klasy (5 listopada 1943)
- Order Wojny Ojczyźnianej I klasy (dwukrotnie – 7 września 1943 i 11 marca 1985)
- Order Czerwonej Gwiazdy (dwukrotnie – 21 marca 1940 i 15 listopada 1950)
- Order „Za służbę Ojczyźnie w Siłach Zbrojnych ZSRR” II klasy
- Order „Za służbę Ojczyźnie w Siłach Zbrojnych ZSRR” III klasy
- Medal „Za zasługi bojowe” (6 listopada 1944)
- Medal „Za obronę Kijowa”
- Medal „Za obronę Stalingradu”
- Medal „Za zdobycie Królewca”
- Medal „Za zwycięstwo nad Niemcami w Wielkiej Wojnie Ojczyźnianej 1941–1945”
- Medal „Weteran Sił Zbrojnych ZSRR” (30 kwietnia 1984)
- Medal „Za umacnianie braterstwa broni” (31 maja 1986)
- Order Ludowej Republiki Bułgarii II klasy (Bułgaria, 14 września 1974)
- Order 9 września 1944 I klasy z Mieczami (Bułgaria, 22 stycznia 1985)
- Krzyż Kawalerski Orderu Odrodzenia Polski (Polska, 10 października 1973)
- Order Czerwonego Sztandaru (Mongolia, 6 lipca 1971)
- Odznaka Braterstwa Broni (Polska, 7 listopada 1963)
- Odznaka „Na Straży Pokoju” (Polska, 10 października 1973)
- Medal Braterstwa Broni (NRD, dwukrotnie – 8 maja 1970 i 9 maja 1976)
- 4 bułgarskie medale pamiątkowe
- 5 mongolskich medali pamiątkowych
- jubileuszowy medal Kuby